# Moskenesøya
Moskenesøya (en norvégien : « l'île de Moskenes ») est une île de l'archipel des Lofoten, en Norvège.

## Géographie

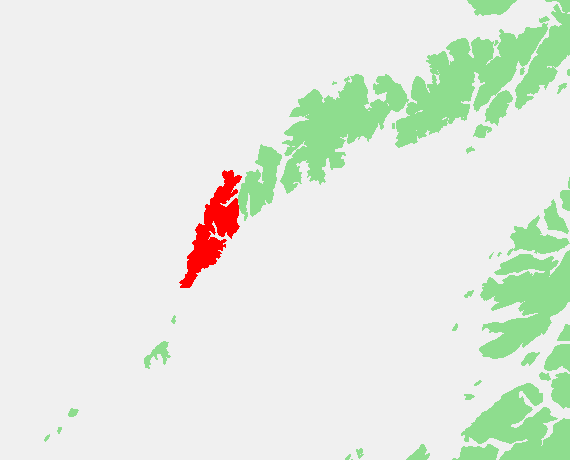
Localisation de Moskenesøya (en rouge) dans l'archipel des Lofoten.

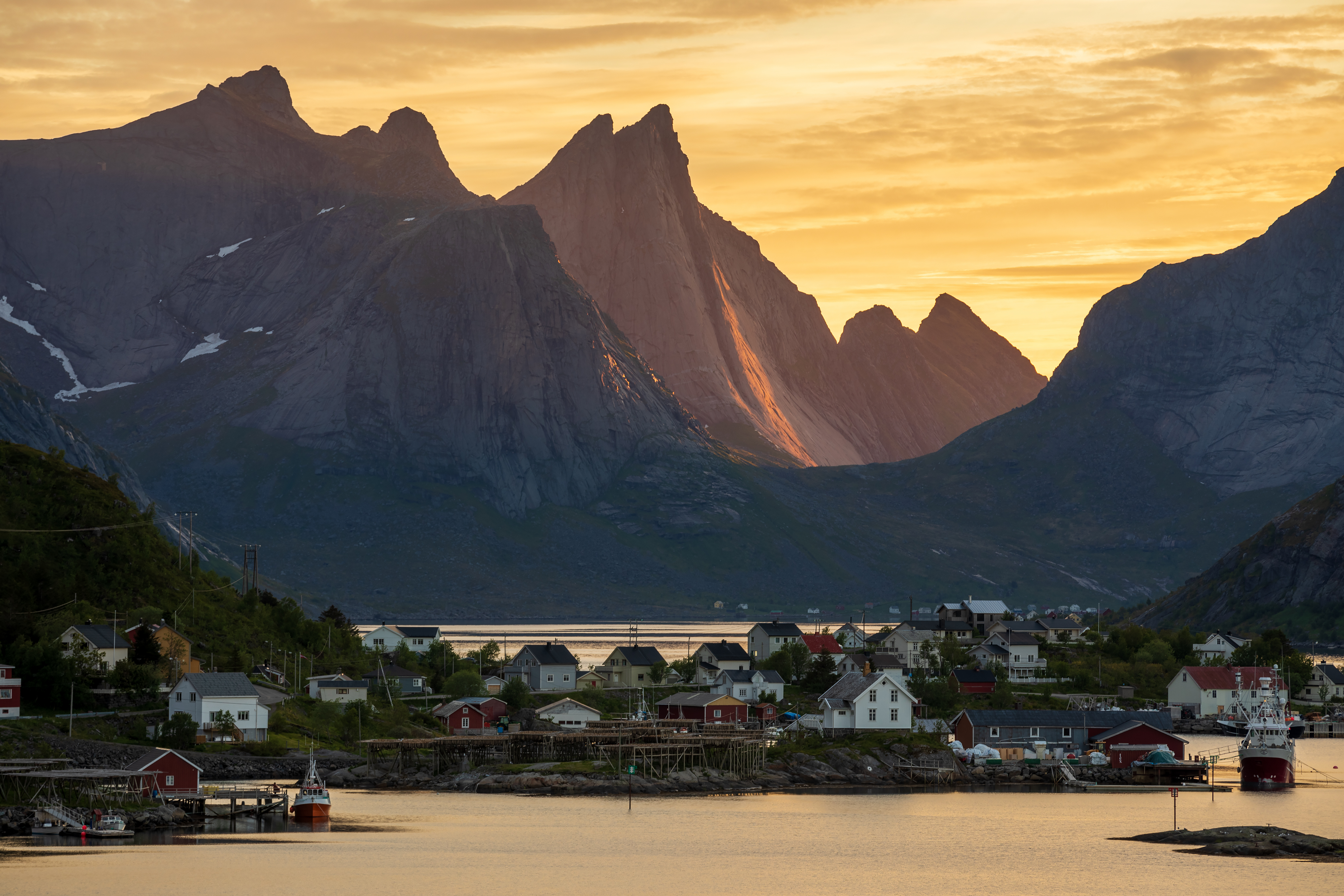
Paysage de Moskenesøya. Au fond, à l'aplomb de la montagne centrale, au bord de l'eau, le village de Kjerkfjorden.

Moskenesøya est l'île principale des Lofoten la plus éloignée du continent (les archipels de Vær et Røst sont plus lointains, mais les îles qui les composent sont nettement plus petites). Elle est située immédiatement au sud-ouest de Flakstadøya.
Avec une superficie de 186 km2, Moskenesøya est la 3e plus grande île des Lofoten, après l'ile d'Austvåg (toutefois située à cheval sur les Vesterålen) et celle de Vestvåg. Elle culmine à 1 029 m d'altitude au sommet du Hermannsdalstind (en).
Administrativement, Moskenesøya est partagée entre les kommunes de Moskenes et Flakstad.

## Transport
Moskenesøya est reliée par le pont Kåkern (en) à l'île voisine de Flakstad, au nord-est.